# Borek (Częstochowa)
Pour les articles homonymes, voir Borek.
Borek (prononciation : [ˈbɔrɛk]) est une localité polonaise de la gmina de Koniecpol, située dans le powiat de Częstochowa en voïvodie de Silésie.